# 拉唐河
拉唐河（法語：Lathan，法語發音：[latɑ̃]）是法国安德尔-卢瓦尔省与曼恩-卢瓦尔省的河流，是欧蒂永河的右支流，长57.8千米。